# 马立克·伊本·艾奈斯
马立克·伊本·艾奈斯（阿拉伯语：مَالِك بن أَنَس，711年—795年）阿拉伯穆斯林法学家、神学家，圣训传统主义者。生于麦地那，他成为当时对先知传统进行研究的首席学者，其学说后形成马立克派。